# 乌克兰武装部队
乌克兰武装部隊（羅馬化：Zbroini syly Ukrainy，縮寫：ЗСУ / ZSU，縮寫為AFU）是乌克兰的國家軍隊，其前身為蘇聯武裝力量在烏克蘭的駐扎部隊，主要任務是作為威懾力量保衛烏克蘭國家主權。所有烏克蘭的武裝部隊與安全部隊均接受烏克蘭總統兼最高统帅的指揮，以及烏克蘭最高議會內設立的委員會的監督。乌克兰在不结盟运动组织裡具有观察员国地位。最高统帅部在2022年2月25日成立，总统弗拉基米尔·泽连斯基就任主席兼最高统帅。2023年1月12日，乌克兰最高拉达通过一项法律，允许外国人在乌克兰武装力量和国民卫队中服役。
乌克兰的武装部队由乌克兰陆军、空軍、海軍、海軍步兵、空降突擊軍、特戰隊和國土防禦部隊组成。乌克兰的海军包括隶属于自己海军航空兵。国土防卫部队作为军事后备力量，平时隸屬內政部管理，在战争情况下，它可以动员平民志愿者为地方防务服务。烏克蘭海岸警衛隊是乌克兰海关的武装力量，它作为边防局的一部分军事组织，不隶属于海军。乌克兰防空部队成立于1991年，是一个负责防空作戰的军事部门，2004年与空军合并不再作为一个独立军种存在。

## 历史
乌克兰现代意义上的国家武装力量的形成可以追溯到20世纪初，与现代乌克兰民族的形成相吻合。在官方历史上，这个时期被称为 “乌克兰独立战争”或 “第一次解放斗争”。其军队的建立过程与第一次世界大战的结束以及随后的欧洲老牌列强的崩溃相吻合，奥匈帝国一战战败后的解体是促进这一进程的先驱。以奥匈帝国皇家军队中组建国家军事编队，即乌克兰Sich步兵军团为基础组建了加利西亚的乌克兰准军事组织。
第一次世界大战的动荡之后，在帝国崩溃的边缘，乌克兰人再次尝试恢复国家地位。作为俄罗斯帝国军队队伍日益瓦解的一部分，开始了组建国家部队的进程。十月革命以后，这一进程立即引发了与俄罗斯苏维埃联邦社会主义共和国和白军的混合战争。早在不宣而战期间，乌克兰人民共和国军就已经成立，但乌克兰人民共和国很快就被德国政府发动的政变被推翻，军队的组建也因此被中断了。在德国扶植的由帕夫洛·斯科罗帕德斯基建立的烏克蘭國时期，即第二赫特曼国成立后，它以有限的形式继续存在。赫特曼国时期，国家武装部队的发展得到了延续。与以前的尝试相比，乌克兰国家武装部队的发展更加系统，虽然在这个过程中使用了以前的发展，但也犯了很多错误。最终，这导致了 "反赫特曼起义"，乌克兰也将立场从正在输掉第一次世界大战的同盟国阵营转向调整为协约国阵营，而协约国则倾向于支持俄罗斯白军，并将乌视为俄罗斯帝国的一部分。
在1917年俄罗斯帝国灭亡后，在乌克兰的国土上存在的多个军事组织，包括自由哥薩克、马赫诺的乌克兰革命起义军和布尔什维克红色哥萨克的部队。后者成为烏克蘭蘇維埃共和國武装力量的基础，在乌克兰人民共和国战败后，他们被纳入红军。
第二次世界大战期间，乌克兰人试图重新获得独立，并组织了武装部队和编队，其中包括烏克蘭反抗軍，但在战后几年内全部被苏联当局摧毁，乌克兰人再次在苏联军队服役。

### 獨立後
乌克兰于1991年8月24日宣布独立后，从苏联继承，變成了欧洲最强大的军队之一，配备了核武器和相对现代化的武器和军事装备。
1991年8月24日，乌克兰最高拉达决定接管位于乌克兰境内的所有前苏联军队，并建立一个重要机构──乌克兰国防部。因此新成立的乌克兰武裝部隊，擁有以下強大戰力：14个机械化步兵师、4个坦克师、3个炮兵师和8个炮兵旅（9,293辆坦克和11,346辆战车），4个特种部队旅，9个防空旅，7个作战直升机团，3个航空军（约1500架作战飞机）和一个单独的防空军。部署在乌克兰境内的战略核力量有176枚洲际弹道导弹，共携带1272枚核弹头，以及约2500枚战术核武器。在乌克兰宣布独立时，乌克兰的军队数量约为98万。

### 俄烏衝突後的改革
2014年，俄羅斯聯邦併吞克里米亞后，代理总统圖爾奇諾夫下令各州的州长在政府的国土防御部队下建立志愿部队。这些部队最初从地区预算中获得的资金很少，主要依靠捐赠。2014年11月，大部分领土防卫营被并入乌克兰陆军。乌克兰国民警卫队作为乌克兰武装部队的一个准军事后备部分。
在2014年与俄罗斯发生敌对行动后，乌克兰将其武装部队的规模增加到204,000名士兵（+46,000名文职人员），这还不包括额外的部队，如边防军（53,000）、新成立的乌克兰国民警卫队（60,000）与及烏克蘭國家安全局。2021年，乌克兰武装部队现在有246,445人（包括195,626名军事人员），是该地区第二大武装部队，仅次于俄罗斯武装部隊。
其他国家的军事单位经常与乌克兰部队一起参加在乌克兰举行的多国军事演习。其中许多演习是在北约合作计划“和平伙伴关系计划”下举行的。8年來的西式軍隊改革，使得烏克蘭從臃腫的蘇聯式長官指導體系的大軍團軍隊，變成明確了任務與執行方式，臨場應變能力優秀的北約化小組打擊部隊，在俄國入侵下實戰表現出色。
2022年俄烏戰爭期間，烏克蘭國部長阿列克謝·列茲尼科夫宣佈烏克蘭軍隊將擴充至100萬人。

## 结构

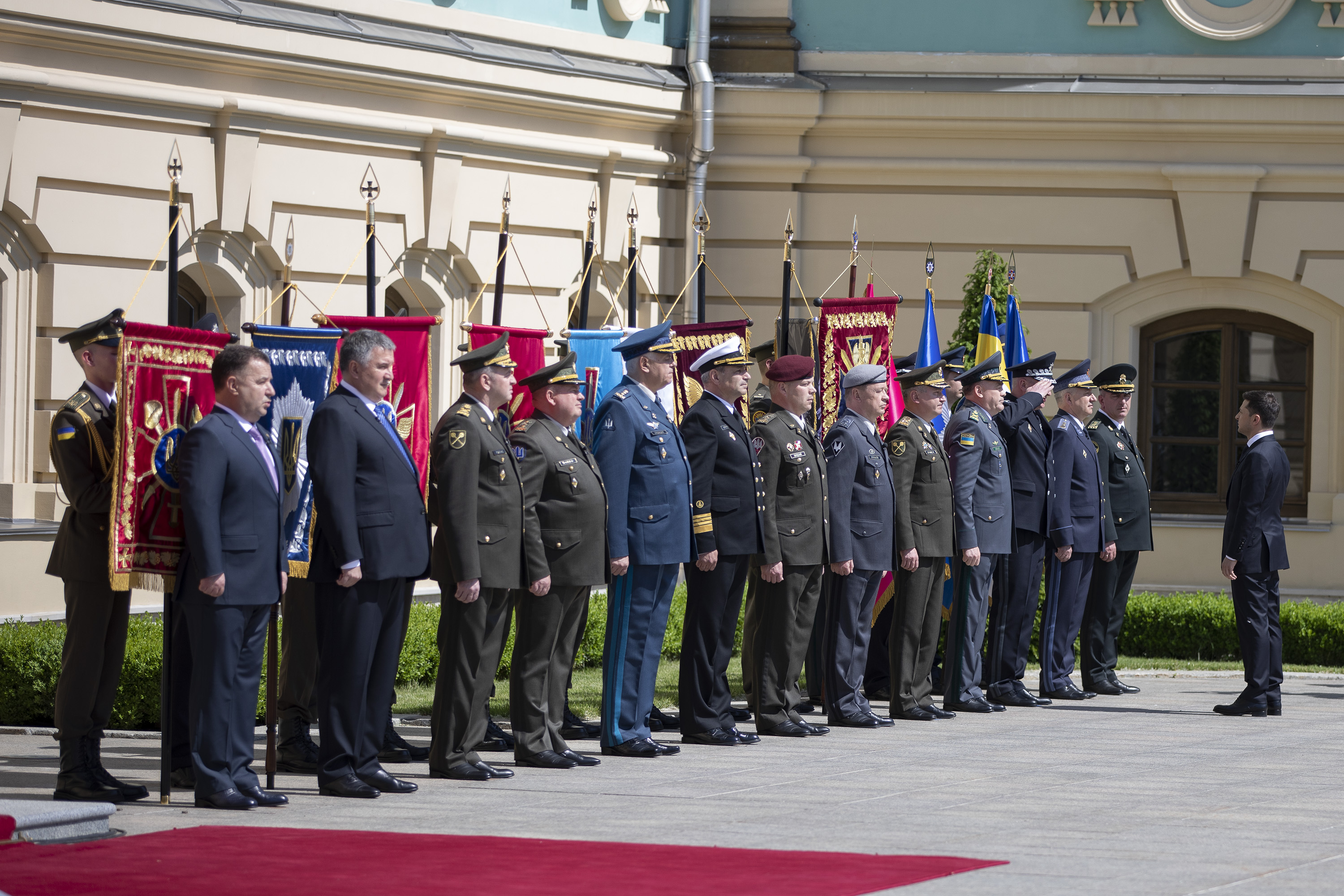
总统弗拉基米尔·泽连斯基于2019年5月与乌克兰军方高级领导人会面

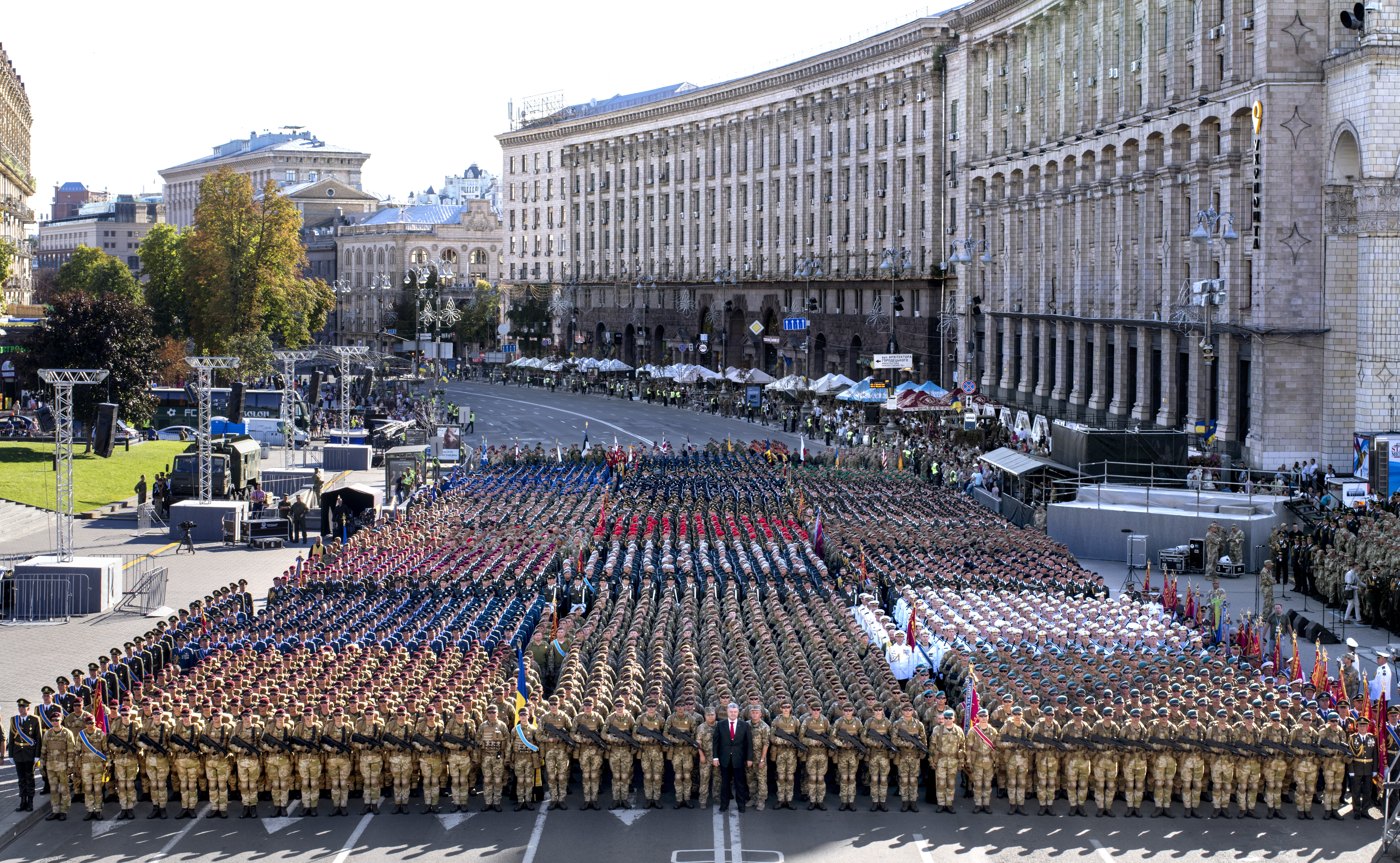
烏克蘭獨立日阅兵式（2018年）

截至2010年，总人数为200,000人（包括41,000名文职人员）。 征兵于2013年10月停止； 当时乌克兰武装部队由40%的新兵和60%的合同兵组成。代理总统亞歷山大·圖奇諾夫于2014年5月恢复征兵。
2014年初，乌克兰武装部队有13万人，加上预备役人员可以增加到大约100万人
。
据报道，2015年武装部队共有250,800名人员。2022年7月，国防部长列茲尼科夫表示武装部队现役兵力为70万人；列茲尼科夫还提到，加上边防卫队、国民警卫队和警察，总数约为一百万。

### 陆军
乌克兰陆军是乌克兰武装部隊的地面作战军种。源自於1991年12月从苏联陆军继承而来的三大軍區的軍種：基辅军区、喀尔巴阡军区、敖德薩軍區。

### 空军
乌克兰空军是乌克兰武装部隊的一部分。乌克兰空军指挥部和总部位于文尼察。当1991年苏联解体后，大量空军飞机离开了乌克兰。此后乌克兰空军便裁军并升级装备，进行现代化改建。但尽管尽了一些努力，其主要装备还是即将淘汰的老式苏製空军飞机。目前该军有56,300名军人和187架飞机在役，但只有大约80架有起飞作战能力。與所有的洲际弹道导弹和战略轰炸机都已停用（其中一些交付给俄罗斯）。

### 海軍
根據2022年2月全球火力網站的排名，烏克蘭海軍由70,000名人員組成。

## 俄烏戰爭中烏軍戰鬥序列

### 北方司令部
空降部隊：
- 第46空降旅
- 第77空降旅
- 第95空突旅
- 第71獵兵旅
- 第148砲兵旅
- 第132情報營
- 第135指揮與支援營
- 第170後勤營

裝甲部隊：
- 第1裝甲旅
- 第4裝甲旅

機械化步兵：
- 第30機械化旅
- 第31機械化旅
- 第32機械化旅（北約訓練）
- 第44機械化旅
- 第47機械化旅（北約訓練）(M1A1/M2A2)
- 第61機械化旅
- 第72機械化旅
- 第110機械化旅
- 第115機械化旅
- 第116機械化旅（北約訓練）
- 第117機械化旅（北約訓練）
- 第118機械化旅（北約訓練）
- 第58摩步旅

國土防衛部隊：
- 第112國土防衛旅
- 第114國土防衛旅
- 第115國土防衛旅
- 第116國土防衛旅
- 第117國土防衛旅
- 第118國土防衛旅
- 第119國土防衛旅
- 第241國土防衛旅
- 第4步兵營
- 第8步兵營
- 第13步兵營
- 第15步兵營
- 第20步兵營
- 第22步兵營
- 「基輔市」步兵營

特殊部隊：
- 第3突擊旅
- 第5突擊旅
- 第1特種旅
- 獨立總統旅
- 第99指揮與支援營
- 第16資訊與心理戰中心
- 第72資訊與心理戰中心
- 第142訓練中心

砲兵部隊：
- 第26砲兵旅
- 第43砲兵旅
- 第48砲兵旅
- 第49砲兵旅
- 第27火箭炮兵旅
- 第107火箭砲兵旅

北方司令部直屬部隊：
- 第12裝甲營
- 第1129防空團
- 第5通訊團
- 第12工兵團
- 第50維護團
- 第54偵搜營
- 第45摩步營
- 第20電子戰營
- 第134警衛營
- 第181補給營
- 第226運輸營
- 第90指揮與情報中心
- 第367資訊與通訊中心

北方司令部下屬空軍部隊：
- 第18航空旅
- 第96防空旅
- 第156防空團
- 第210防空團
- 第1121防空團
- 第138雷達技術旅
- 第31通訊團
- 第2204電子戰營

### 西方司令部
空降部隊：
- 第13獵兵旅
- 第68獵兵旅
- 第80空突旅
- 第82空突旅（北約訓練）（挑戰者2型）

裝甲部隊：
- 第3裝甲旅

機械化步兵：
- 第14機械化旅
- 第22機械化旅
- 第24機械化旅
- 第33機械化旅（北約訓練）（豹2A4）
- 第42機械化旅
- 第53機械化旅
- 第63機械化旅
- 第65機械化旅
- 第88機械化旅

國土防衛部隊：
- 第100國土防衛旅
- 第101國土防衛旅
- 第102國土防衛旅
- 第103國土防衛旅
- 第104國土防衛旅
- 第105國土防衛旅
- 第106國土防衛旅
- 第107國土防衛旅
- 第125國土防衛旅
- 第2步兵營
- 第5步兵營
- 第7步兵營
- 第10步兵營
- 第14步兵營
- 第16步兵營
- 第19步兵營
- 第21步兵營

特殊部隊：
- 第10山地旅
- 第128山地旅
- 西方特種行動中心
- 第140特種部隊中心
- 第74資訊與心理戰中心

砲兵部隊：
- 第44砲兵旅
- 第45砲兵旅
- 第15砲兵偵搜旅
- 第19火箭砲兵旅

西方司令部直屬部隊：
- 第12航空旅
- 第16航空旅
- 第47工兵旅
- 第48工兵旅
- 第210工兵團
- 第703工兵團
- 第704三防團
- 第55通訊團
- 第146維護團
- 第35步兵營
- 第36步兵營
- 第52步兵營
- 第53步兵營
- 第130偵搜營
- 第182補給營
- 第224運輸營
- 第394警衛營
- 第146指揮與情報中心
- 第201電子戰連

西方司令部下屬空軍部隊：
- 第11防空團
- 第39防空團
- 第223防空團
- 第540防空團
- 第76通訊團
- 第1雷達技術團
- 第17電子戰團
- 第352空軍工兵團

### 東方司令部
空降部隊：
- 第25空降旅

裝甲部隊：
- 第5裝甲旅
- 第17裝甲旅

機械化步兵：
- 第23機械化旅
- 第42機械化旅
- 第43機械化旅
- 第53機械化旅
- 第54機械化旅
- 第67機械化旅
- 第92機械化旅
- 第93機械化旅

國土防衛部隊：
- 第108國土防衛旅
- 第109國土防衛旅
- 第110國土防衛旅
- 第111國土防衛旅
- 第113國土防衛旅
- 第127國土防衛旅
- 第128國土防衛旅
- 第129國土防衛旅
- 第3步兵營
- 第6步兵營
- 第17步兵營
- 第105步兵營

特殊部隊：
- 第47特種部隊

砲兵部隊：
- 第47砲兵旅
- 第55砲兵旅
- 第107火箭砲兵旅

東方司令部直屬部隊：
- 第74偵搜營
- 第129偵搜營
- 第91工兵團
- 第121通訊團
- 第533維護團
- 第78補給營
- 第133警衛營
- 第227運輸營
- 第502電子戰營
- 第1039防空團
- 第188指揮與情報中心
- 第368資訊與通訊中心

東方司令部下屬空軍部隊：
- 第164雷達旅
- 第138防空旅
- 第301防空團
- 第302防空團
- 第57通訊團

### 南方司令部
空降部隊：
- 第79空突旅
- 第81空降旅

裝甲部隊：
- 第14裝甲旅

機械化步兵：
- 第21機械化旅（北約訓練）（豹2A6）
- 第28機械化旅
- 第41機械化旅
- 第56摩步旅
- 第57摩步旅
- 第59摩步旅
- 第60機械化旅

海軍陸戰隊：
- 第35海軍陸戰旅
- 第36海軍陸戰旅
- 第37海軍陸戰旅（北約訓練）
- 第38海軍陸戰旅
- 第406砲兵旅
- 第32火箭砲兵團
- 第140偵搜營

國土防衛部隊：
- 第120國土防衛旅
- 第121國土防衛旅
- 第122國土防衛旅
- 第123國土防衛旅
- 第124國土防衛旅
- 第126國土防衛旅
- 第1步兵營
- 第9步兵營
- 第11步兵營
- 第12步兵營
- 第18步兵營

特殊部隊：
- 東方特種行動中心
- 第73海上特種行動中心
- 第83資訊與心理戰中心

砲兵部隊：
- 第40砲兵旅

南方司令部直屬部隊：
- 第131偵搜營
- 第143偵搜營
- 第38防空團
- 第7通訊團
- 第16工兵團
- 第70工兵團
- 第808工兵團
- 第145維護團
- 第183補給營
- 第225運輸營
- 第363警衛營
- 第23電子戰連
- 區域性通訊情報(REI)中心
  - 第78 REI中心
  - 第79 REI中心
  - 第82 機動REI中心
- 第91指揮與情報中心
- 第64資訊與通訊中心

南方司令部下屬空軍部隊：
- 第11航空旅
- 第160防空旅
- 第208防空旅
- 第201防空團
- 第14雷達旅
- 第19雷達攔截旅
- 第43通訊團
- 第101通訊團
- 第182通訊團
- 第28空軍工兵營
- 第1194電子戰營

## 外部連結
- 官方网站
- 烏克蘭武裝部隊總參謀部的Facebook專頁
- 乌克兰武装部队的X（前Twitter）
- YouTube上的乌克兰武装部队頻道
- 乌克兰武装部队的Instagram帳戶